# New York Knicks 1964-1965
La stagione 1964-65 dei New York Knicks fu la 16ª nella NBA per la franchigia.
I New York Knicks arrivarono quarti nella Eastern Division con un record di 31-49, non qualificandosi per i play-off.

## Roster
| N° | Naz.                   | Ruolo | Sportivo        | Anno | Alt. | Peso |
| -- | ---------------------- | ----- | --------------- | ---- | ---- | ---- |
| 4  | Stati Uniti (bandiera) | GA    | Art Heyman      | 1941 | 196  | 93   |
| 6  | Stati Uniti (bandiera) | GA    | Tom Gola        | 1933 | 198  | 93   |
| 7  | Stati Uniti (bandiera) | G     | Em Bryant       | 1938 | 185  | 79   |
| 10 | Stati Uniti (bandiera) | A     | Dave Budd       | 1938 | 198  | 93   |
| 11 | Stati Uniti (bandiera) | AC    | Johnny Green    | 1933 | 196  | 91   |
| 14 | Stati Uniti (bandiera) | A     | Bob Boozer      | 1937 | 203  | 98   |
| 15 | Stati Uniti (bandiera) | G     | Johnny Egan     | 1939 | 180  | 82   |
| 16 | Stati Uniti (bandiera) | G     | Howard Komives  | 1941 | 185  | 84   |
| 18 | Stati Uniti (bandiera) | A     | John Rudometkin | 1940 | 198  | 93   |
| 19 | Stati Uniti (bandiera) | AC    | Willis Reed     | 1942 | 206  | 107  |
| 21 | Stati Uniti (bandiera) | GA    | Barry Kramer    | 1942 | 193  | 91   |
| 22 | Stati Uniti (bandiera) | AC    | Jim Barnes      | 1941 | 203  | 95   |
| 23 | Stati Uniti (bandiera) | C     | Tom Hoover      | 1941 | 206  | 104  |
| 24 | Stati Uniti (bandiera) | AC    | Len Chappell    | 1941 | 203  | 109  |

## Staff tecnico
- Allenatori: Eddie Donovan (12-26) (fino al 3 gennaio)[1], Harry Gallatin (19-23)